# Lisziewicz Julianna
Lisziewicz Julianna (Budapest, 1959–) magyar biológus-vegyész, a DermaVir nevű AIDS-ellenes gyógytapasz kifejlesztője. Testvérével, Zsolttal együtt megalapította a Genetic Immunity Kft.-t, amely újpesti telephelyén végzi a termékkel kapcsolatos vizsgálatokat. Édesapja: Lisziewicz Antal matematikus, a Magyar Optikai Művek állami díjas optikai főkonstruktőre.

## Életpálya
Az első Lisziewicz a családi hagyomány szerint az 1848–49-es forradalom és szabadságharc idején Bem apóval érkezett Lengyelországból.
Lisziewicz Julianna ifjúkorában a kosárlabdázással kacérkodott, de tizenhét éves korában egy téli sportbalesetben megsérült a térde, ezért kéttucatnyi felnőtt válogatottság után más pályát kellett választania. A műegyetem vegyészmérnöki karának elvégzése után biológusmérnök lett, majd a diplomázás után férjével a németországi Göttingenbe költözött.
„Dolgozni akart. Takarítónő, portás, bébiszitter, bármi szívesen lett volna, de sehol sem kellett. Német szomszédja ekkor azt kérdezte: miért nem megy doktori iskolába? Ötven professzornál jelentkezett, persze mindenhonnan kidobták. Aztán a szerencse mégis mellé szegődött. Ő ugyan nem tudott bridzselni - és ma sem tud -, ellenben a szomszéd hölgy igen, akinek egyik "zsugapartnere" a göttingeni Max Planck Intézet igazgatójának, Kramer professzornak volt a felesége. A hölgy beajánlotta, Kramer behivatta, kifaggatta, majd próbaidőre felvette.”
Végül, a szokásos három-négy év helyett másfél év alatt szerezte meg a doktori címet. Az intézetben rákkutatással (sejtciklusvizsgálatokkal) foglalkozott, de miután ösztöndíjat kapott, a világ legnagyobb kutatóintézetébe, az egyesült államokbeli Bethesdában található National Institute of Health-be került.
1989-ben meglátogatták a szülei, akik a repülőtéren megvették a Scientific American AIDS-el foglalkozó különszámát. Ez indította el Juliannát az AIDS-szel kapcsolatos kutatások irányába.
Sikerült bekerülni az HIV egyik felfedezője, Robert Gallo professzor (aki szintén a Bethesdában dolgozott) csoportjába. Öt év alatt több új terápiás eljárást dolgoztak ki, majd 1995-ben egy olasz kollégával  kutatócéget hozott létre (RIGHT, Research Institute for Genetic and Human Therapy). Rá egy évre született az AIDS-tapasz alapötlete, de az első eredményekre 2004-2005-ig kellett várni, amikor az állatkísérletek biztató eredménnyel zárultak.
A humánkísérletek jelenleg is folynak, részben Amerikában - Cleveland, Chicago, Pittsburgh - részben Európában. 2004-ben az Európai Unió FP6 keretprogramjában nyert 717 ezer EUR támogatással Marie Curie Chair Professzor lett. Ezzel hozta meg azt a döntést, hogy végleg hazaköltözik és itthon folytatja a kutatói munkát. 2005-ben sikerült az MTA Kémiai Kutatóközponttal együtt 1,4 milliárd forintos támogatást nyerni a Nemzeti Kutatási és Technológiai Hivatal pályázatán, így a munka folytatásához szükséges anyagi háttér és szakembergárda is jelentősen bővült.

## A DermaVir gyógytapasz
A DermaVir HIV-ellenes hatóanyaga immunválaszt indukál, vagyis a szervezet természetes védekezőrendszerét, az immunrendszert használja a betegség legyőzésére. A gyakorlatban a tapaszt a beteg hátára kell ragasztani, ahol a HIV-vírus DNS-éből nyert vakcina nanorészecskékben a bőrfelületen található, úgynevezett Langerhans-sejtekbe jut. „A DermaVir hatóanyagát érzékelő sejtek a nyirokcsomókhoz juttatják a vakcinába kódolt információt, ami ölősejteket indukál. Az ölősejtek pusztítják el a szervezetben található fertőzött sejteket. ”
A tapasz nem gyógyítja meg a HIV-fertőzötteket, de jelentősen javít az életminőségükön. A DermaVirt évente hat-nyolc alkalommal kell kb. három órára felhelyezni. A kezelés ideje húsz perc, három óra elteltével a beteg maga is le tudja venni a tapaszt.

## Külső hivatkozások
- Szakmai profil, publikációk[halott link]
- Országos Doktori Tanács Személyi adatlap

Sajtóhírek:
- Semmelweis Egyetem · VII. évfolyam 07. szám · 2006. június 12.
- Népszabadság
- Index.hu
- hatter.hu
- A Zárórában